# Lufengnacta
Lufengnacta is een geslacht van wantsen uit de familie van de Corixidae (Duikerwantsen). Het geslacht werd voor het eerst wetenschappelijk beschreven door Lin in 1977.

## Soorten
Het genus bevat de volgende soort:

- Lufengnacta corrugis Lin, 1977